# Kaxskäla
Kaxskäla est une île de l'archipel finlandais à Hiittinen dans la commune de Kimitoön en Finlande.

## Géographie
Kaxskäla est à environ 56 kilomètres au sud de Turku.
Kaxskäla à une superficie de 802 hectares et sa plus grande longueur est de 7 kilomètres dans la direction nord-sud,.
Kaxskäla est traversée par la route de liaison 1830 qui passe par Lövö. 
Du port de Kasnäs, l'île est reliée par traversier à Rosala et à Högsåra.